# Слободан Жупљанин
Слободан Жупљанин (Бања Лука, 17. новембар 1957) српски је правник и редовни професор. Пензионисани је пуковник Војске Републике Српске и бивши министар за питања бораца, жртава рата и рада у Влади Републике Српске (2000-2001)

## Биографија
У родном граду завршио је Гимназију и Правни факултет (1982). У Европском центру за мир и развој Универзитета за мир Уједињених нација у Београду магистрирао је 2003. одбраном рада "Маркетинг менаџмент трговачких мегацентара" и докторирао 2008. одбраном тезе "Креирање
стратегије и политика развоја трговине у транзиционој економији Босне и Херцеговине". Радио је у органима управе општине Котор Варош (1983-1984). Био је потпредсједник пословодног одбора Радне организације "Тргокоп", Котор Варош (1984-1987), генерални директор Предузећа за производњу коже, обуће и галантерије "Пролекс", Котор Варош (1998-2000) и генерални директор Трговинског предузећа "Атина трејд", Бања Лука (2002-2005). Био је министар за питања бораца, жртава рата и рада у Влади Републике Српске (2000-2001) и предсједник Спољнотрговинске коморе БиХ (2006-2007). И директор трговинског предузећа INTERINVEST-KREIS (од 2008).
Пуковник је ВРС. Током Одбрамбено-отаџбинског рата командовао је 2. батаљоном у саставу 22. пјешадијске бригаде.
На Независном универзитету у Бањој Луци биран је за доцента (2008), ванредног (2013) и редовног професора (2019), за уже научне области менаџмент и маркетинг. На том универзитету био је декан Економског факултета (2009-2013), проректор за наставу и студентска питања (2013-2016) и декан Факултета за безбједност и заштиту (од 2016). Објавио је четири књиге и око 40 научних и стручних радова (самостално или у коауторству).

## Одликовања и признања
- Орден Карађорђеве звијезде III реда,
- Медаља заслуга за народ и
- Златна повеља општине Котор Варош.